# موش چمنی اسپگاتزینی
موش چمنی اسپگاتزینی (نام علمی: Akodon spegazzinii) نام یک گونه از زیرخانواده سینی‌دندانیان است.